# Lise Nørgaard

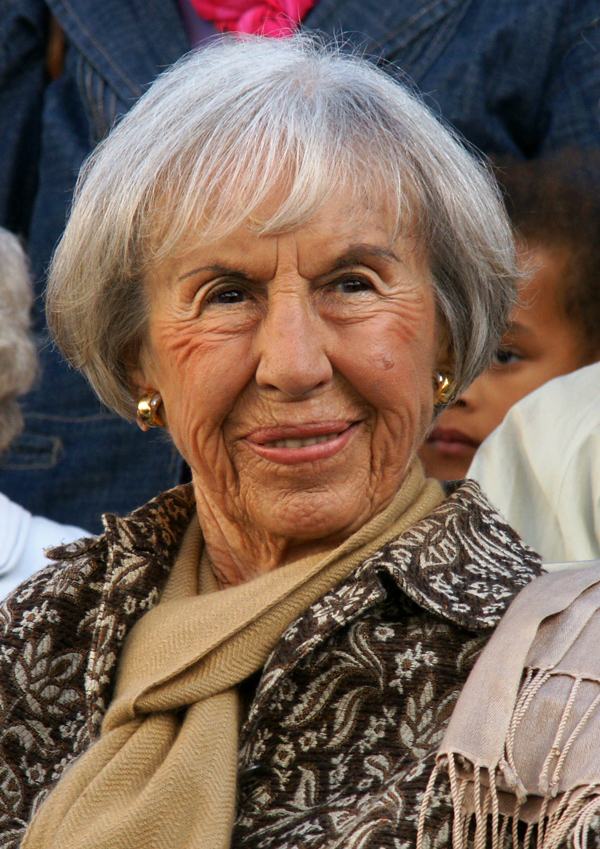
Lise Nørgaard (2010)

Lise Nørgaard (* 14. Juni 1917 in Roskilde; † 1. Januar 2023 in Kopenhagen) war eine dänische Journalistin, Schriftstellerin und Drehbuchautorin.

## Leben

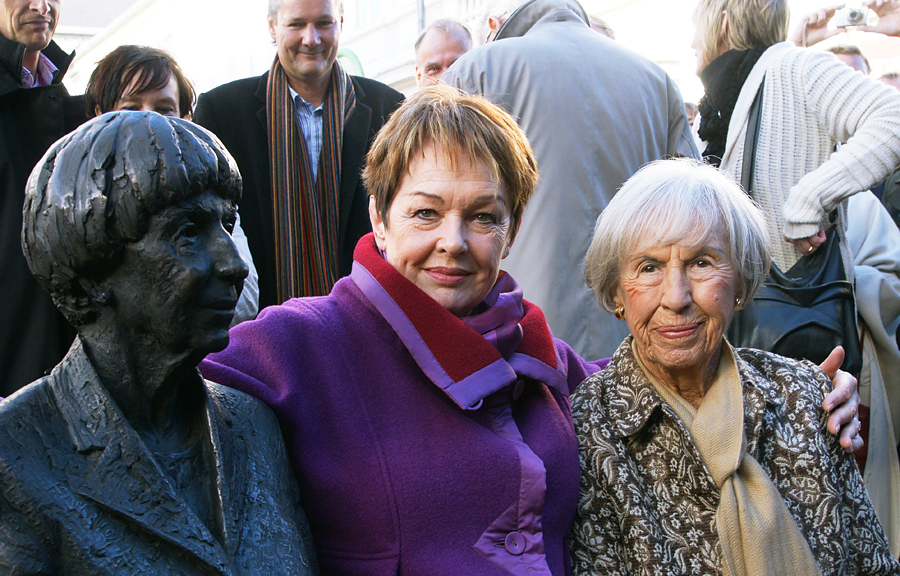
Lise Nørgaard 2010 zusammen mit der Schauspielerin Ghita Nørby bei der Einweihung der Statue Lise Nørgaard in ihrer Geburtsstadt Roskilde. Die Statue wurde ihr wegen des großen Erfolges der Fernsehserie Die Leute von Korsbaek von ihrer Heimatstadt gewidmet.

Lise Nørgaard war eine Tochter des Grossisten Harry Alexander Jensen (1889–1976) und der Modehändlerin Olga Sofie Tønder (1889–1987). Nach ihrem Schulabschluss (realeksamen) machte sie eine Ausbildung zur Übersetzerin.
Als Journalistin war sie für dänische Tages- und Wochenzeitungen tätig, so ab 1935 für Roskilde Dagblad, ab 1949 für Politiken und ab 1968 für Hjemmet. Von 1975 bis 1977 war sie Chefredakteurin von Hjemmet. 1980 arbeitete sie für Berlingske Tidende.
Als Schriftstellerin verfasste sie mehrere erfolgreiche Romane, Essays, Kurzgeschichten und Memoiren. Nicht zuletzt erreichte sie als Drehbuchautorin und Ideengeberin der Fernsehserien Die Leute von Korsbaek (Matador) und Oh, diese Mieter (Huset på Christianshavn) in ihrem Heimatland größere Bekanntheit.

## Werke
- 1959: Med mor bag rattet (Gyldendal)
- 1961: Sorte syvlinger (Spectator)
- 1966: Jo mere vi er sammen (Rhodos)
- 1970: Volmer – portræt af en samfundsstøtte (Gyldendal)
- 1978: Julen er hjerternes fest, Novelle (Gyldendal)
- 1980: En hund i huset (Lindhardt und Ringhof)
- 1981: Stjernevej (Gyldendal)
- 1984: Mig og farmor, Novelle (Husets forlag)
- 1984: Historien om Matador (Danmarks Radio)
- 1988: Jeg gik mig over sø og land, Essays (Fisker)
- 1991: Syv små hunde og deres skæbne (Fisker)
- 1992: Kun en pige, Erindringer 1. (Gyldendal)
- 1997: De sendte en dame, Erindringer 2. (Gyldendal)

## Filmografie als Drehbuchautorin (Auswahl)
- 1973–1977: Oh, diese Mieter (Huset på Christianshavn), Fernsehserie
- 1973: Mig og Mafiaen
- 1974: Mafiaen, det er osse mig!
- 1978–1982: Die Leute von Korsbaek (Matador), Fernsehserie

## Ehrungen, Auszeichnungen und Preise
- 1979: Billedbladets Gyldne Rose
- 1980: Billedbladets Gyldne Rose
- 1981: Billedbladets Gyldne Rose
- 1982: Årets Victor
- 1982: Publicistprisen
- 1989: Simon Spies Fondens æreslegat
- 1990: Marienlystprisen (für Matador)
- 1992: Lyngby-Taarbæk Kommunes Kulturpris
- 1992: Bog & Idé-prisen (dänischer Lieblingsschriftsteller)
- 1993: De Gyldne Laurbær
- 1993: Rødekro Kommunes Kulturpris
- 1994: Ritter des Dannebrogordens (20. Mai)[3]
- 1994: Kaffeprisen
- 1997: Året Wizo-kvinde
- 1998: Årets Roskilde-ambassadør
- 2004: Ingeborg-prisen (fra Gyldendal)
- 2004: Den Gyldne Grundtvig
- 2006: Erik Ballings Reisestipendium für ihr Verdienst um den dänischen Film[4]
- 2007: CEPOS-prisen
- 2010: Einweihung einer Bronzestatue mit ihrem Abbild am 1. Oktober in ihrer Heimatstadt Roskilde